# Punktweise Konvergenz μ-fast überall
Die punktweise Konvergenz μ-fast überall, manchmal auch kurz Konvergenz μ-fast überall genannt, ist ein Konvergenzbegriff der Maßtheorie für Funktionenfolgen. Sie entspricht der punktweisen Konvergenz auf der gesamten Grundmenge mit Ausnahme einer μ-Nullmenge, was der maßtheoretischen Sprechweise μ-fast überall entspricht. Das μ steht dabei stellvertretend für das verwendete Maß. Wird dieses anders bezeichnet, so wird der Buchstabe entsprechend angepasst. Für das Lebesgue-Maß würde man dann beispielsweise von der punktweise Konvergenz λ-fast überall sprechen. Wenn klar ist, um welches Maß es sich handelt, wird auf die Angabe verzichtet, man spricht dann einfach von der punktweise Konvergenz fast überall oder Konvergenz fast überall. Zu beachten ist, dass es noch weitere Kombinationen von Konvergenzbegriffen und der Sprechweise „fast überall“ gibt wie beispielsweise die gleichmäßige Konvergenz μ-fast überall. So gesehen ist die Bezeichnung „Konvergenz fast überall“ nicht eindeutig, bezeichnet aber in den meisten Fällen die punktweise Konvergenz fast überall.
Das wahrscheinlichkeitstheoretische Pendant der punktweise Konvergenz μ-fast überall ist die P-fast sichere Konvergenz.

## Definition
Gegeben sei ein Maßraum {\displaystyle (X,{\mathcal {A}},\mu )} und messbare Funktionen {\displaystyle f,(f_{n})_{n\in \mathbb {N} }\colon X\to \mathbb {K} }. Dann heißt die Funktionenfolge {\displaystyle (f_{n})_{n\in \mathbb {N} }} punktweise konvergent μ-fast überall gegen {\displaystyle f}, wenn es eine Menge {\displaystyle A\in {\mathcal {A}}} gibt, so dass {\displaystyle \mu (A)=0} ist und die Funktionenfolge auf dem Komplement der Menge {\displaystyle A}, also auf {\displaystyle X\setminus A} punktweise gegen {\displaystyle f} konvergiert.

## Beispiel
Betrachte den Maßraum {\displaystyle (\mathbb {R} ,{\mathcal {B}}(\mathbb {R} ),\lambda )} und die Funktionenfolge
{\displaystyle f_{n}(x)=\sin ^{n}(x)}.
Sie konvergiert punktweise λ-fast überall gegen 0, denn der Sinus nimmt nur Werte zwischen −1 und 1 an. Alle Werte in dem Intervall {\displaystyle (-1,1)} werden beim Potenzieren mit größeren {\displaystyle n} immer kleiner und gehen gegen 0. Nur an den Stellen, an denen der Sinus die Werte −1 und 1 annimmt, bleiben diese Werte unverändert oder oszillieren. Da aber die Anzahl der Stellen, an denen der Sinus diese Werte annimmt, nur abzählbar unendlich ist und abzählbar unendliche Mengen das Lebesgue-Maß 0 haben, kann man die in der Definition geforderte Ausnahmemenge von der punktweisen Konvergenz definieren als
{\displaystyle A=\{x\in \mathbb {R} \,|\,\sin(x)=\pm 1\}}.
Außerhalb dieser Menge, also auf {\displaystyle \mathbb {R} \setminus A}, liegt punktweise Konvergenz vor, die Menge hat das Lebesgue-Maß 0, demnach konvergiert die Funktionenfolge punktweise λ-fast überall gegen 0.

## Beziehung zu anderen Konvergenzbegriffen

### Fast gleichmäßige Konvergenz
Aus der fast gleichmäßigen Konvergenz folgt die punktweise Konvergenz μ-fast überall. Denn per Definition gibt es für jede Nullfolge {\displaystyle \delta _{k}} eine Menge {\displaystyle A_{k}}, so dass {\displaystyle \mu (A_{k})<\delta _{k}} und dass {\displaystyle (f_{n})_{n\in \mathbb {N} }} auf {\displaystyle X\setminus A_{k}} gleichmäßig konvergiert. Dann ist aber {\displaystyle A=\cap _{k=1}^{\infty }A_{k}} eine Nullmenge und die Funktionenfolge {\displaystyle (f_{n})_{n\in \mathbb {N} }} konvergiert punktweise gegen die Funktion
{\displaystyle f(x)=\lim _{n\to \infty }f_{n}(x)\chi _{X\setminus A}(x)}
und somit auch punktweise fast überall.
Im Falle eines endlichen Maßraumes liefert der Satz von Jegorow auch die Umkehrung, also dass aus der punktweisen Konvergenz μ-fast überall die fast gleichmäßige Konvergenz folgert. Somit fallen für endliche Maßräume die punktweise Konvergenz fast überall und die fast gleichmäßige Konvergenz zusammen. Das folgende Beispiel zeigt, dass der Schluss von der punktweisen Konvergenz fast überall zur fast gleichmäßigen Konvergenz bei nicht endlichen Maßräumen im Allgemeinen falsch ist. Betrachtet man die Funktionenfolge
{\displaystyle f_{n}(x)=\chi _{[n,n+1]}(x)}
auf dem Maßraum {\displaystyle (\mathbb {R} ,{\mathcal {B}}(\mathbb {R} ),\lambda )}, so konvergiert diese Funktionenfolge punktweise fast überall gegen 0, denn für beliebiges {\displaystyle x} ist für {\displaystyle n\geq x+2} immer 
{\displaystyle f_{n}(x)-0=\chi _{[n,n+1]}(x)-0=0}.
Aber die Folge konvergiert nicht fast gleichmäßig gegen 0, denn es ist für {\displaystyle A\in {\mathcal {A}}} mit {\displaystyle 0\leq \mu (A)<1} immer {\displaystyle [n,n+1]\setminus A\neq \emptyset } und somit
{\displaystyle \sup _{x\in \mathbb {R} \setminus A}|f_{n}(x)-0|=1}
für alle {\displaystyle A} mit {\displaystyle \mu (A)<1}. Also kann keine fast gleichmäßige Konvergenz vorliegen.

### Konvergenz nach Maß
Aus der punktweisen Konvergenz μ-fast überall folgt im Falle eines endlichen Maßraumes die Konvergenz nach Maß, da dann der Satz von Jegorow gilt und die fast gleichmäßige Konvergenz die Konvergenz nach Maß impliziert.
Hierbei kann auf die Endlichkeit des Maßraumes nicht verzichtet werden, wie folgendes Beispiel zeigt: für den Maßraum {\displaystyle (\mathbb {R} ,{\mathcal {B}},\lambda )} ist die Funktionenfolge
{\displaystyle f_{n}(x)=\chi _{[n,n+1]}(x)}
für alle {\displaystyle x\in \mathbb {R} } punktweise konvergent gegen 0. Aber sie ist nicht nach Maß konvergent gegen 0, denn für {\displaystyle \varepsilon \in (0,1]} ist {\displaystyle \lim _{n\to \infty }\lambda (\{|\chi _{[n,n+1]}-0|\geq \varepsilon \})=1}.
Die Umkehrung, also der Schluss von der Konvergenz nach Maß zu der Konvergenz fast überall gilt auch bei endlichen Maßräumen nicht wie das Beispiel im Abschnitt Konvergenz lokal nach Maß zeigt.

### Konvergenz lokal nach Maß
Aus der punktweisen Konvergenz μ-fast überall folgt die Konvergenz lokal nach Maß. Denn schränkt man den Maßraum auf eine Menge {\displaystyle A} mit {\displaystyle \mu (A)<\infty } ein, betrachtet also den Maßraum {\displaystyle (A,{\mathcal {A}}|_{A},\mu |_{A})}. Dieser eingeschränkte Maßraum ist ein endlicher Maßraum, demnach gilt dort der Satz von Jegorow. Dieser liefert die fast gleichmäßige Konvergenz auf dem eingeschränkten Maßraum, diese wiederum impliziert die Konvergenz nach Maß. Da dieser Schluss aber für jede Einschränkung auf Mengen endlichen Maßes gilt, konvergiert die Funktionenfolge auf {\displaystyle (X,{\mathcal {A}},\mu )} lokal nach Maß.
Die Umkehrung gilt aber nicht, es folgt also aus der Konvergenz lokal nach Maß nicht die Konvergenz fast überall. Ein Beispiel lässt sich wie folgt konstruieren: Man betrachtet die Intervalle
{\displaystyle (I_{n})_{n\in \mathbb {N} }=[0,1],[0,{\tfrac {1}{2}}],[{\tfrac {1}{2}},1],[0,{\tfrac {1}{3}}],[{\tfrac {1}{3}},{\tfrac {2}{3}}],[{\tfrac {2}{3}},1],[0,{\tfrac {1}{4}}],[{\tfrac {1}{4}},{\tfrac {2}{4}}],\dots }
Dann konvergiert die Funktionenfolge
{\displaystyle f_{n}(x)=\chi _{I_{n}}(x)}
auf dem Maßraum {\displaystyle ([0,1],{\mathcal {B}}([0,1]),\lambda |_{[0,1]})} lokal nach Maß gegen 0, denn für {\displaystyle \varepsilon \in (0,1]} ist {\displaystyle \lim _{n\to \infty }\lambda (\{f_{n}\geq \varepsilon \})=\lim _{n\to \infty }\lambda (I_{n})=0}. Aber die Funktionenfolge konvergiert nicht punktweise fast überall gegen 0, denn ein beliebiges {\displaystyle x} ist in unendlich vielen {\displaystyle I_{n}} enthalten und ebenso in unendlich vielen {\displaystyle I_{n}} nicht enthalten. Somit nimmt {\displaystyle \chi _{I_{n}}} an jeder Stelle unendlich oft die Werte 0 und 1 an, kann also nicht konvergieren.

### Konvergenz im p-ten Mittel
Aus der punktweisen Konvergenz μ-fast überall folgt im Allgemeinen nicht die Konvergenz im p-ten Mittel. Ebenso folgt aus der Konvergenz im p-ten Mittel im Allgemeinen nicht die punktweise Konvergenz μ-fast überall.
Ein Beispiel hierfür ist die Funktionenfolge
{\displaystyle f_{n}(x)=n^{2}\chi _{[0,{\tfrac {1}{n}}]}(x)}.
auf dem Maßram {\displaystyle ([0,1],{\mathcal {B}}([0,1]),\lambda )}. Sie konvergiert fast sicher punktweise gegen 0, aber es ist
{\displaystyle \|f_{n}\|_{1}=n\;{\text{ und damit }}\lim _{n\to \infty }\|f_{n}\|_{1}=\infty }.
Betrachtet man umgekehrt die Folge von Intervallen
{\displaystyle (I_{n})_{n\in \mathbb {N} }=[0,1],[0,{\tfrac {1}{2}}],[{\tfrac {1}{2}},1],[0,{\tfrac {1}{3}}],[{\tfrac {1}{3}},{\tfrac {2}{3}}],[{\tfrac {2}{3}},1],[0,{\tfrac {1}{4}}],[{\tfrac {1}{4}},{\tfrac {2}{4}}],\dots }
und definiert die Funktionenfolge als
{\displaystyle f_{n}(x)=\chi _{I_{n}}(x)},
so ist {\displaystyle \lim _{n\to \infty }\|f_{n}\|_{1}=0}, da die Breite der Intervalle gegen 0 konvergiert. Die Folge konvergiert aber nicht fast sicher punktweise gegen 0, da an einer beliebigen Stelle {\displaystyle x} jeder der Werte 0 und 1 beliebig oft angenommen wird.
Allerdings besitzt jede im p-ten Mittel konvergente Folge eine fast sicher konvergente Teilfolge mit demselben Grenzwert. Im obigen Beispiel könnte man beispielsweise Indizes {\displaystyle n_{k}} auswählen, so dass
{\displaystyle I_{n_{k}}=[0,{\tfrac {1}{m}}]}
für {\displaystyle m\in \mathbb {N} } ist. Dann konvergieren auch die {\displaystyle f_{n_{k}}} fast sicher punktweise gegen 0.
Ein Kriterium, unter dem aus der punktweisen Konvergenz μ-fast überall die Konvergenz im p-ten Mittel folgt, liefert der Satz von der majorisierten Konvergenz. Er sagt aus, dass wenn zusätzlich zur Konvergenz fast überall noch eine Majorante aus {\displaystyle {\mathcal {L}}^{p}} existiert, auch die Konvergenz im p-ten Mittel folgt.
Allgemeiner genügt es, wenn anstelle der Existenz einer Majorante nur die gleichgradige Integrierbarkeit der Funktionenfolge gefordert wird, denn aus der Konvergenz fast überall folgt die Konvergenz lokal nach Maß. Somit kann dann bei gleichgradiger integrierbarkeit im p-ten Mittel mittels des Konvergenzsatzes von Vitali auf die Konvergenz im p-ten Mittel geschlossen werden. Die Majorante ist aus dieser Perspektive bloß ein hinreichendes Kriterium für die gleichgradige Integrierbarkeit.

## Allgemeine Formulierung
Die Konvergenz fast überall lässt sich analog für Abbildungen in allgemeinere Bildräume definieren, beispielsweise in topologische Räume oder in metrische Räume. Zu beachten ist hier, dass die Menge
{\displaystyle M:=\{x\in X\;|\;\lim _{n\to \infty }f_{n}(x)\neq f(x)\}}
der Argumente, für welche die Funktionenfolge nicht punktweise konvergiert, keine messbare Menge sein muss, also eventuell kein Element von {\displaystyle {\mathcal {A}}} ist. Es wird lediglich gefordert, dass eine (messbare) Nullmenge {\displaystyle N} existiert mit {\displaystyle N\supset M}, und die Funktionenfolge auf {\displaystyle X\setminus N} punktweise konvergiert.
Meist wird die Konvergenz fast überall für Abbildungen mit Werten in einem separablem metrischen Raum, versehen mit der Borelschen σ-Algebra definiert. Dann ist nämlich alle Mengen der Form
{\displaystyle \{x\in X\;|\;d(f(x),g(x))\geq \epsilon \}}
messbar, also in {\displaystyle {\mathcal {A}}} enthalten. Mengen dieser Form ein Maß zuzuordnen erlaubt gewisse alternative Charakterisierungen der Konvergenz.